# Centro deportivo cultural de Hankou
El Hankou Cultural Sports Centre (en chino simplificado: 汉口文化体育中心) es un estadio de usos múltiples en Wuhan, China. Actualmente se utiliza sobre todo para partidos de fútbol. El estadio tiene capacidad para 20 000 personas.

## Competiciones
- Campeonato Femenino Sub-19 de la AFC 2009
- Campeonato Femenino Sub-16 de la AFC 2015